# Ashanti (volk)

Ashantivlag

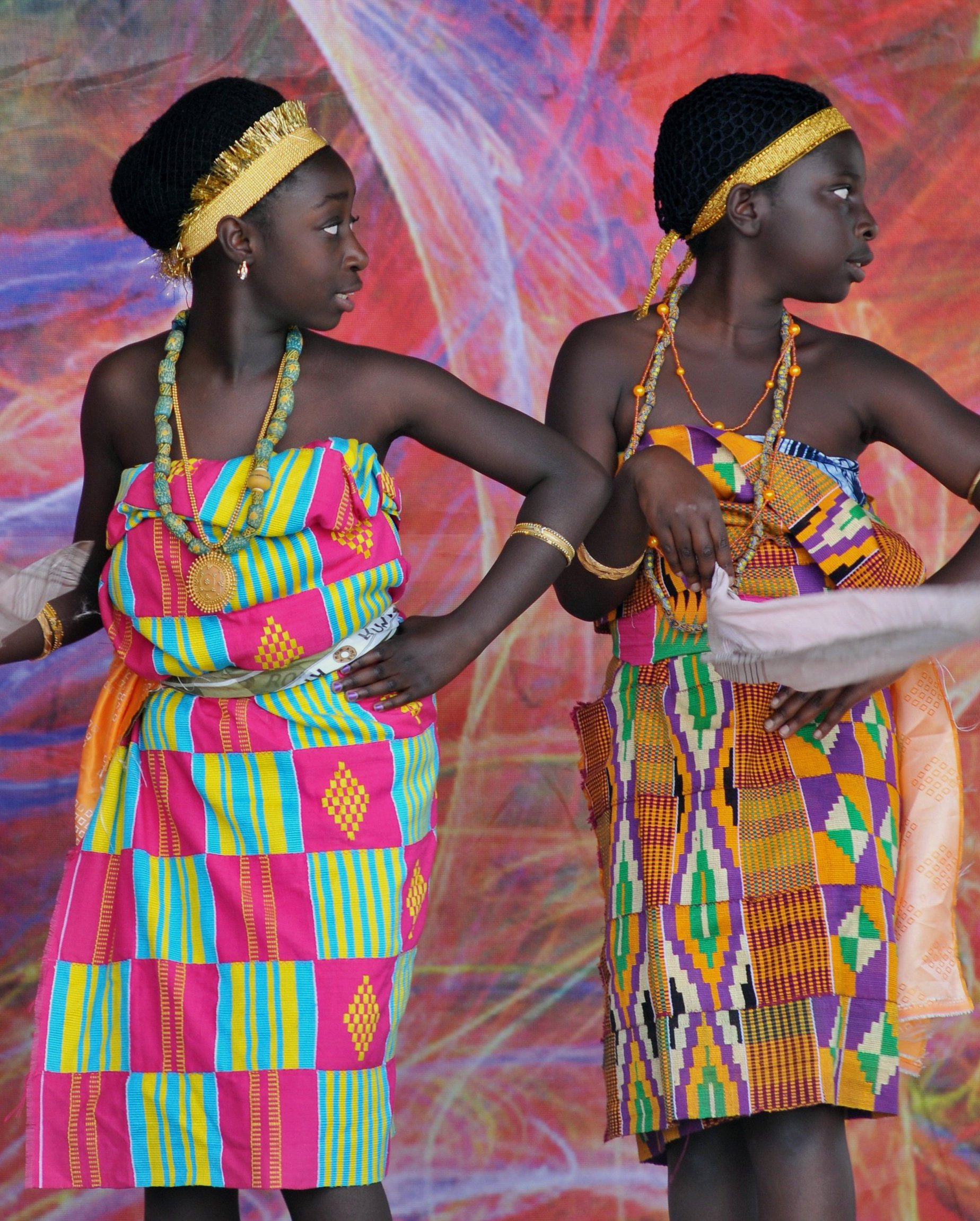
Ashantidanseressen

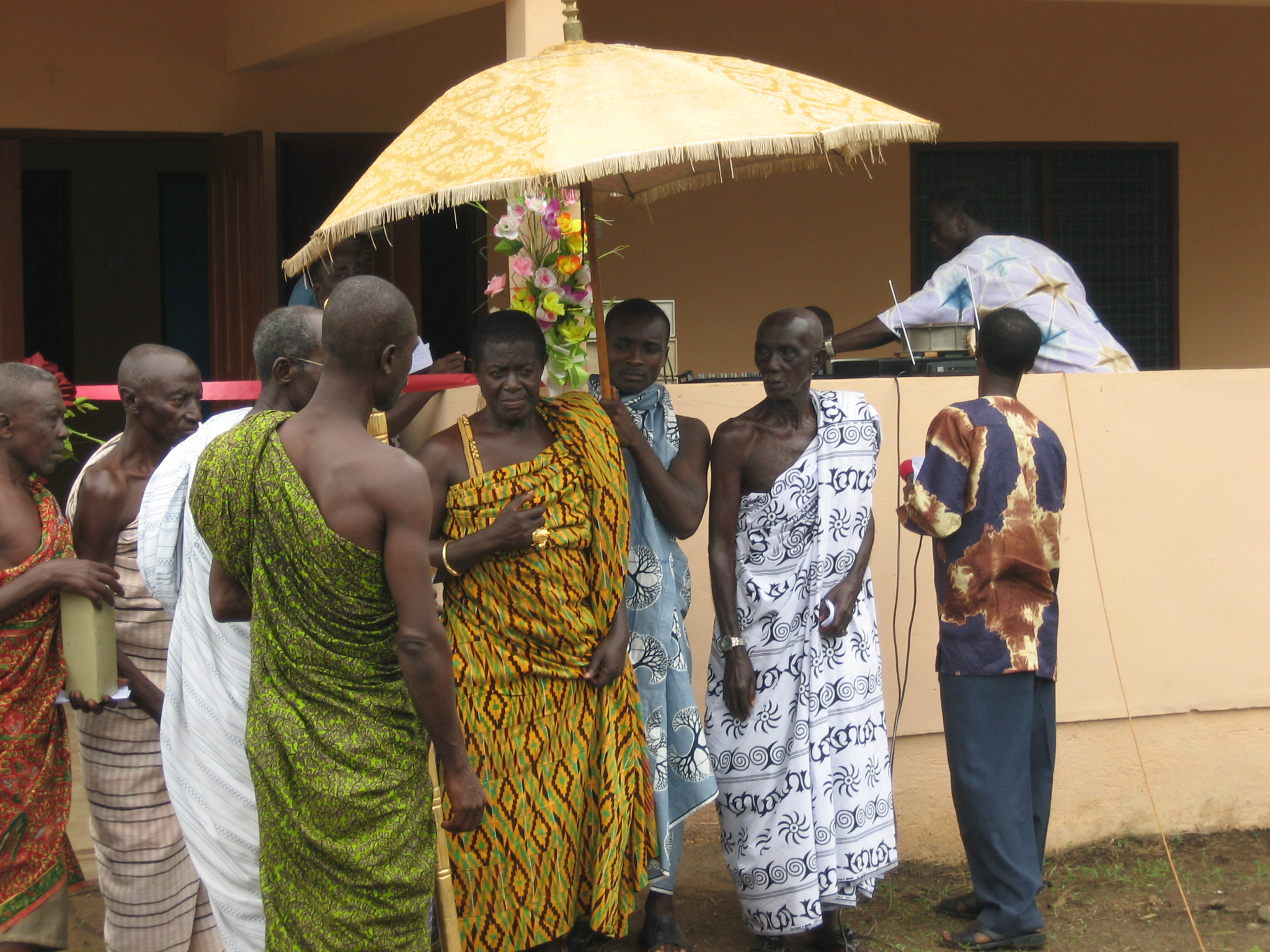
Ashanti stamhoofden

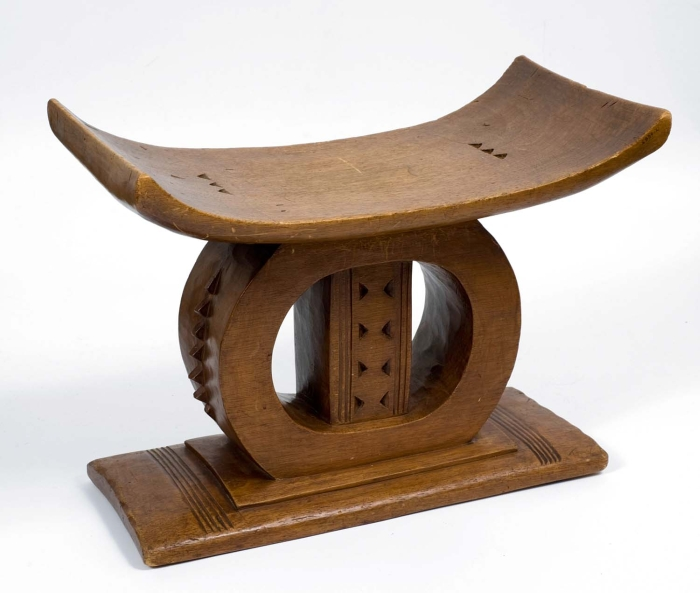
Houten zetel

De Ashanti (of Asante) is een etnische groep in het zuiden van Ghana, die een dialect van het Akan spreken. Het grootste deel woont in de gelijknamige regio Ashanti. Ook de voormalige president van Ghana, John Agyekum Kufuor, is lid van de Ashanti. Ze vormen een onderdeel van de overkoepelende etnische groep de Akan.

## Geschiedenis
Voor de Europese kolonisatie was de Ashanti Confederatie een belangrijke staat in West-Afrika, vooral van 1570 tot 1900. De rijkdom van de Ashanti was gebaseerd op de aanzienlijke goudvoorraden in de regio. Het waren vaardige goudsmeden. De Ashanti waren een machtige stam. De hoofdinkomsten kwamen eeuwenlang uit de handel in goud en slaven. De Ashanti waren slavenhouders die de slaven lieten werken in hun goudmijnen. Ook voerden ze een levendige handel, eerst met de slavenhandelaren die uit het noorden van Afrika kwamen. De slaven uit eigen stam en tot slaaf gemaakten van andere stammen werden verkocht aan handelaren van de Hausa-stam en Arabieren, die ze vervoerden naar het noorden van Afrika en naar Klein-Azië. De focus verschoof later toen er contact kwam met slavenhandelaren uit Groot-Brittannië, Frankrijk en Nederland die slaven nodig hadden voor hun plantages in Amerika en het Caribisch gebied. Omdat deze handel er toe leidde dat men veel meer slaven nodig had, leidde dit tot een aantal grote expedities in de omgeving waarbij veel mensen van andere stammen maar ook van de eigen achtergrond tot slaaf werden gemaakt en doorverkocht.
Onder achtereenvolgende opperhoofden ("Asantehenes") nam het koninkrijk deel aan de Afrikaanse slavenhandel. De Ashanti namen mensen uit omringende gebieden gevangen en verkochten hen aan Europese slavenhandelaren. In 1827 verbood de Ashanticonfederatie de slavenhandel. De handel stopte in de eerste helft van de 19e eeuw.
Ashanti was een van de weinige Afrikaanse staten die serieuze weerstand kon bieden aan de Europese imperialisten. Tussen 1826 en 1896 voerde Groot-Brittannië vier oorlogen tegen de Ashanti-koningen (de Anglo-Ashanti Oorlogen). Een daarvan was het eerste conflict waarin het Maxim-machinegeweer, het eerste zelfladende machinegeweer, gebruikt werd. 
Tijdens een van de oorlogen legden Britse troepen de hoofdstad Kumasi in as; er werd een rituele offerplaats gevonden achter het grote marktplein. Stanley, de grote ontdekkingsreiziger, stuitte op tientallen onthoofde lijken in staat van ontbinding met in de wijde omtrek naar zijn schatting tienduizenden schedels. Hij schilderde de Ashanti af als bloeddorstige slavenhouders.
In 1900 onderwierpen de Britten uiteindelijk het koninkrijk en noemden het de Goudkust. Een gerespecteerde figuur in de Ashantigeschiedenis is Yaa Asantewaa, een leider van het verzet tegen het Britse kolonialisme in 1896.
Een belangrijk Ashanti-artefact was een gouden stoel. De gouden stoel was heilig, zodat niemand er op kon zitten, hem aanraken of zelfs naderen. In 1900 probeerde de Britse gouverneur van de Goudkust Frederick Hodgson de Gouden Stoel in beslag te nemen, wat leidde tot een opstand door de Ashanti die maanden voortduurde.
Het territorium van het koninkrijk van de Ashanti maakt nu deel uit van Ghana. De overerfde kroon wordt nog steeds geëerd door de Ashanti-mensen naast de autoriteit van de staat.

### Aquasi Boachi
In 1837 stuurde de Asantahene Kwaku Dua twee prinsjes, zijn zoon Aquasi Boachi en zijn neef Kwame Poku, naar koning Willem I der Nederlanden als onderdeel van een overeenkomst tussen hem en de Nederlandse regering voor de werving van soldaten voor het KNIL. Zij vertrokken met onderhandelaar generaal-majoor J. Verveer naar Nederland via Fort Sint George te Elmina, een van de centra van de slavenhandel van de West-Indische Compagnie en van 1831 tot 1872 wervingsplaats voor soldaten voor het KNIL, de Belanda Hitam (= Zwarte Nederlanders) van toenmalig Nederlands-Indië. Naast veel tegenslagen raakten de prinsen onder andere bevriend met prinses Sophie van Oranje-Nassau.
Hun levensloop was voor Arthur Japin de aanleiding voor zijn roman De zwarte met het witte hart (1997).